# رود اکی
اکی ریور (به لاتین: Aki River) یک رود در ژاپن است که در هینوهارا، توکیو واقع شده‌است.